# Wereldtentoonstelling van 1939
De wereldtentoonstelling van 1939 werd gehouden op drie locaties. 
- Te New York, zie New York World's Fair (1939)
- Te San Francisco, zie Golden Gate International Exposition
- Te Luik, zie Exposition internationale de la technique de l'eau de 1939